# 半田孝海
半田 孝海（はんだ こうかい、1886年6月28日 - 1974年9月17日）は日本の天台宗の僧侶、平和運動家。

## 来歴
茨城県水戸市生まれ。10歳で長野県上田市の常楽寺の養子となる。旧制京北中学校、旧制第七高等学校造士館、東京帝国大学文学部心理学科卒卒業。1917年常楽寺住職に就任し、上田自由大学を積極的に支援した。1920年上田蚕糸専門学校講師、1929年天台宗教学部長、同比叡山中学校長、学監などを経て、1950年天台宗大僧正となり、1959年善光寺大勧進副住職を務め、のち名誉貫主なる。また比叡山樹王院住職も務めた。
戦後は平和運動を推進し、1947年から長野県仏教会会長を務め、、米軍の浅間山演習場計画には先頭に立ってこれを阻止し、1956年、原水爆禁止日本協議会の代表委員兼長野県協議会長を務めた。1958年中国人俘虜殉難者の遺骨送還のために訪中し、これを契機に長野県日中友好協会が設立され、初代会長を務めた。
比叡山中学校長の時から古瓦の研究・収集に力を入れ、「古瓦百撰」「半田孝海古瓦収集目録」が常楽寺美術館から出版されている。また著書に「嫉妬の研究」がある。1971年仏教興隆功労章受章。

## 係累
長男に半田孝淳・天台座主。次男に清水谷孝尚・浅草寺貫首がいる。
　